# Orca (альбом)
Orca Symphony No. 1 — четвёртый студийный альбом вокалиста группы System of A Down Сержа Танкяна, издан в 2013 году. Альбом имеет форму классической симфонии, однако отличается звучанием от Imperfect Harmonies.

## Об альбоме
Orca является  первым полным симфоническим альбомом Танкяна. Симфония состоит из четырёх актов, которые были составлены с использованием «нетрадиционных подходов к классической музыке». По словам Танкяна, эта симфония полностью отличается от всех его прежних произведений. Хотя приверженность армянским мотивам наблюдается на протяжении всех четырёх актов. Кроме того, в заключительном акте симфонии играет дудук - армянский народный инструмент.

## Список композиций
| №  | Название                              | Длительность |
| -- | ------------------------------------- | ------------ |
| 1. | «Act I - Victorious Orcinus»          | 9:06         |
| 2. | «Act II - Oceanic Subterfuge»         | 8:08         |
| 3. | «Act III - Delphinus Capensis»        | 8:19         |
| 4. | «Act IV - Lamentation of the Beached» | 8:27         |

## Список композиций в расширенном издании
| №  | Название                                                 | Длительность |
| -- | -------------------------------------------------------- | ------------ |
| 1. | «Act I - Victorious Orcinus»                             | 8:45         |
| 2. | «Act II - Oceanic Subterfuge»                            | 8:05         |
| 3. | «Act III - Delphinus Capensis»                           | 7:58         |
| 4. | «Act IV - Lamentation of the Beached»                    | 8:53         |
| 5. | «Act I - Victorious Orcinus (Студийная версия)»          | 9:07         |
| 6. | «Act II - Oceanic Subterfuge (Студийная версия)»         | 8:12         |
| 7. | «Act III - Delphinus Capensis (Студийная версия)»        | 8:23         |
| 8. | «Act IV - Lamentation of the Beached (Студийная версия)» | 8:35         |